# Nuked (Film)
Nuked ist eine US-amerikanische Filmkomödie von Deena Kashper. In dem Film spielt Anna Camp eine Influencerin und Podcasterin für Beziehungsfragen, die dazu neigt, zu viel aus ihrem Privatleben preiszugeben. Die Weltpremiere des Films erfolgte im Juni 2024 beim Tribeca Film Festival.

## Handlung
Gill Langer ist Influencerin, Podcasterin in Ehe- und Beziehungsfragen und leider auch „Oversharerin“, die oft zu viel von ihrem Privatleben preisgibt. Ihr Ehemann Jack, der als Lehrer arbeitet, hat zu ihrem 40. Geburtstag einige Freunde aus College-Zeiten eingeladen. Es handelt sich um eine „Unplugged-Party“, bei der die Gäste alle ihre Handys abgeben müssen. Als Jack, der sich seit längerem nichts sehnlicher als ein Kind wünscht, erfährt, dass Gill heimlich die Pille nimmt, gerät ihre eigene Beziehung ins Wanken.

## Produktion
Regie führte Deena Kashper, die auch das Drehbuch schrieb. Inspiriert wurde sie bei der Geschichte von einem Vorfall, der sich im Jahr 2018 ereignete, als ein Mann, der für die hawaiianische Regierung arbeitete, eine Warn-SMS an alle Bürger im gesamten Bundesstaat schickte, in der er mitteilte, dass eine ballistische Rakete direkt auf Hawaii zusteuere.
Anna Camp und Justin Bartha spielen in den Hauptrollen Gill und ihren Ehemann Jack Langer. Maulik Pancholy und Stephen Guarino spielen ein schwules Pärchen. In weiteren Rollen sind George Young, Lucy Punch, Ignacio Serricchio, Tawny Newsome und Natasha Leggero zu sehen.
Kameramann Jamie Urman, der Ehemann der Produzentin und Drehbuchautorin Jennie Snyder Urman, war in der Vergangenheit überwiegend für Fernsehserien tätig. Kashper arbeitete mit ihm bereits für ihre Kurzfilmserie Cannabis Moms Club zusammen.
Die Filmmusik komponierten Giulio Carmassi und Bryan Scary. Gemeinsam waren sie bereits für Filme wie Black Bear von Lawrence Michael Levine tätig.
Die Weltpremiere des Films fand am 13. Juni 2024 beim Tribeca Film Festival statt. Ebenfalls im Juni 2024 wurde Nuked beim Bentonville Film Festival gezeigt.